# Miguel Fernández Vasco
Miguel Fernández Vasco (La Coruña, 6 de septiembre de 1984) es un deportista español que compite en vela en la clase Finn.
Ganó una medalla de bronce en el Campeonato Mundial de Finn de 2023 y una medalla de oro en el Campeonato Europeo de Finn de 2022.

## Palmarés internacional
| \| Campeonato Mundial \| Campeonato Mundial \| Campeonato Mundial \| Campeonato Mundial \| \| Año \| Lugar \| Medalla \| Clase \| \| ------------------ \| -------------------------------- \| ------------------ \| ------------------ \| \| 2023 \| Miami ( Estados Unidos) \| Medalla de bronce \| Finn \| \| Campeonato Europeo \| \| \| \| \| Año \| Lugar \| Medalla \| Clase \| \| 2022 \| Hospitalet del Infante ( España) \| Medalla de oro \| Finn \| |                                  |                   |       |
| Campeonato Mundial |                                  |                   |       |
| Año | Lugar                            | Medalla           | Clase |
| 2023 | Miami ( Estados Unidos)          | Medalla de bronce | Finn  |
| Campeonato Europeo |                                  |                   |       |
| Año | Lugar                            | Medalla           | Clase |
| 2022 | Hospitalet del Infante ( España) | Medalla de oro    | Finn  |